# مارغوت بيلز
مارغوت بيلز (بالألمانية: Margot Pilz)‏ هي فنانة تشكيلية نمساوية، ولدت في 1936 في هارلم في هولندا.